# Pelochyta cervina
Pelochyta cervina là một loài bướm đêm thuộc phân họ Arctiinae, họ Erebidae.